# Radiostacja Roscoe
Radiostacja Roscoe (ang. Radio Free Roscoe) – kanadyjski serial dla młodzieży. Premiera serialu odbyła się 1 sierpnia 2003. Wcześniej był emitowany na ZigZap, a od 11 grudnia 2008 serial można oglądać na TVP2 (początkowo był emitowany w oryginalnej wersji językowej z napisami, ale z powodu zbyt niskiej oglądalności został anulowany przez nadawcę i zastąpiony tym z powstałym w 2004 roku dubbingiem).

## Streszczenie
Czwórka znudzonych nastolatków z Roscoe postanawia założyć własną rozgłośnię radiową. Siedziba znajduje się w opuszczonym magazynie na obrzeżach miasteczka.
Ponieważ radio jest nielegalne, licealiści występują anonimowo.
Dzięki ciętemu językowi Lopeza, hitom sympatycznej Stokrotki, audycjom o rzeczach bliskich współczesnemu nastolatkowi oraz Travisowi, który zajmuje się sprawami technicznymi, odbiera telefony od słuchaczy i ogólnie podtrzymuje RR przy życiu, radio zdobywa serca słuchaczy i staje się bardzo popularne.
Jednak – jak u większości nastolatków, życie to również szkoła, pierwsze miłostki, rozczarowania itp.
Przez trzy serie „Radiostacji” poznajemy burzliwe życie Travisa Stronga, którego praca rodziców zmusza do ciągłych przeprowadzek. Młody Strong (w radiu pod pseudonimem Smok), podróżował po krajach Wschodu, studiując wnikliwie filozofię, poznając tajniki sztuk walki i jeżdżąc na desce po Chińskim Murze. W Roscoe zawrócił w głowie trzem zupełnie różniącym się od siebie dziewczynom: Audrey, rockowej wokalistce Lily Rendall oraz żywiołowej Parker Haynes. Travis jest najbardziej tajemniczą postacią w serialu.
Kobiecy głos w Radiostacji to Lily Rendall, radiowa Stokrotka. Swoje uczucia, myśli i opinie przekazuje w piosenkach. Od dziecka zna się z Rayem i Robbiem – pozostałymi prezenterami RR. Lily jest także liderką zespołu „Ziemia Niczyja”, który założyła z przyjaciółką Parker Haynes i Megan. Menadżerem jest Travis.
Jest zakochana z wzajemnością w swoim przyjacielu od dziecka - Rayu, jednak obu stronom brak odwagi, by powiedzieć co do siebie czują. Kiedy w końcu Ray publicznie wyznał, że ją kocha, ona uznała, że mówiąc to w ten sposób narobił jej wstydu i powiedziała, że na kolejne wyznanie już za późno. Żałowała potem swoich słów i teraz ona próbowała powiedzieć Rayowi, że go kocha. Niestety z różnych względów nie udało jej się. Dzięki Lily przypadkowo Ray poznał swoją późniejszą dziewczynę - Grace. Kiedy Ray miał już dziewczynę Lily postanowiła, że przestanie o nim myśleć i będzie go traktować znowu jak tylko przyjaciela. Potem Lily była w krótkim związku ze swoim przyjacielem Travisem i później w jeszcze krótszym z Jacksonem. Kolejnym chłopakiem Lily był szkolny amant i mistrz w prawie każdej dziedzinie sportowej - River Pierce, z którym była dość długo. Zerwała z nim w ostatnim odcinku, kiedy to spostrzegła, że tak naprawdę nie zna go tak bardzo jak Raya, któremu to później wyznała. Lily i Ray się pocałowali i od tamtej pory są razem.
Ray Brennan to gapa z wielkim poczuciem humoru, który lubi się wywyższać i naśmiewać z innych, ale jednak ma dobre serce i często pomaga Lily, Robbiemu i Travisowi, któremu na początku nie ufał. Najlepszym przyjacielem Raya jest Robbie McGratt. Ray zakochuje się w swojej przyjaciółce Lily, której wiele razy próbuje powiedzieć, że ją kocha, ale zawsze wycofuje się w ostatniej chwili. Kiedy w końcu zdecydował jej się to powiedzieć, postanowił zrobić to w konkursie na Mistera Roscoe przed całą szkołą. Lily zaskoczona tym powiedziała mu, że nie chciała, żeby wyznał jej to w ten sposób, a na pytanie kolejne pytanie Raya, czy chciałaby być jego dziewczyną, odpowiedziała, że jest już na to za późno. Ray przypadkowo poznaje Grace, która zostaje jego dziewczyną. W końcu jednak Grace z nim zrywa, ponieważ ma przeczucie (trafne), że Ray wciąż kocha Lily. Pod koniec ostatniego odcinka Lily i Ray się całują i stają się parą.
Robbie McGratt, sympatyczny nastolatek z afro na głowie, najlepszy przyjaciel Raya Brennana. Robbie zakochany jest w snobistycznej Kim Carlisle, prezenterce radia Cougar. W obawie przed niezrozumieniem, nie wyjawia przyjaciołom swych uczuć. Jednak Lily odkrywa jego sekret. Robbie swym urokiem osobistym zdobywa serce Kim, oraz przychylność jej wymagającego ojca. Robbie jest najbardziej wytrwałym członkiem ekipy RR. Kilka razy zdarzyło się, że reszta, pokłócona lub zmęczona, zostawia Robbiego na lodzie. McGratt niezbyt lubi Rivera Piercea i jako pierwszy odkrywa, że Pierce to kłamca i oszust.

## Obsada
- Ali Mukaddam – Raymond „Ray” Brennan („Lopez”)
- Nathan Stephenson – Robbie McGratt („Pytalski”)
- Kate Todd – Lily Rendall („Stokrotka”)
- Nathan Carter – Travis Strong („Smok”)

## Obsada drugoplanowa
- Genelle Williams – Kim Carlisle
- Hamish McEwan – dyrektor Waller
- Kenny Robinson – Mickey Stone
- Ashley Newbrough – Audrey Quinlan
- David Rendall – Ted
- Garen Boyajian – Ed
- Victoria Nestorowicz – Parker Haynes
- Hill Kourkoutis – Megan
- Lara Amersey – Bridget
- Steve Belford – River Pierce
- Julia Alexander – Grace Satern
- Charlotte Sullivan – Judy Douglas
- Lauren Collins – Blaire Hall
- Konrad Nespiak – Lee Johns
- Paula Galperin – Jordan
- Marley Otto – Maggie
- Jonathan Keltz – Mark
- Tracey Hoyt – pani Mitchell
- Mandy Butcher – Nicole
- Sara Farb – Jennifer Peoples
- Skye Sweetnam – Sydney
- Ray Mukaddam – Tim (brat Raya)
- Jake Epstein – Jackson Torrence
- Paula Brancati – Veronica

## Wersja polska
Wersja polska: Master Film na zlecenie MiniMaxa (odc. 1-26) / ZigZapa (odc. 27-52)

Reżyseria:
- Elżbieta Jeżewska (odc. 1-42, 47-48, 51-52),
- Agata Gawrońska-Bauman (odc. 43-46, 49-50)

Dialogi:
- Katarzyna Wojsz (odc. 1-4, 11-13, 24-25, 27-30, 36, 41-42, 51),
- Witold Surowiak (odc. 5, 16, 18, 22-23, 31-35, 37-38, 43-44, 47-48),
- Dariusz Dunowski (odc. 6-10, 14-15, 17, 19-21, 26, 52),
- Kamila Klimas-Przybysz (odc. 39-40, 45-46, 49-50)

Dźwięk:
- Katarzyna Lenarczyk i Elżbieta Mikuś (odc. 1-26),
- Urszula Ziarkiewicz-Kuczyńska (odc. 27-32, 36-42, 47-48, 51-52),
- Małgorzata Gil (odc. 33-35, 43-46, 49-50)

Montaż:
- Krzysztof Podolski (odc. 1-26),
- Jan Graboś (odc. 27-40, 47-48, 51-52),
- Gabriela Turant-Wiśniewska (odc. 41-42),
- Agnieszka Kołodziejczyk (odc. 43-46, 49-50)

Kierownictwo produkcji:
- Ewa Chmielewska (odc. 1-42, 47-48, 51-52),
- Agnieszka Kołodziejczyk (odc. 43-46, 49-50)

Wystąpili:
- Julia Kołakowska – Lily
- Marcin Pawłowski – Robbie
- Leszek Zduń – Ray
- Marek Włodarczyk – Travis
- Piotr Polk – Dyrektor Waller
- Beatrycze Łukaszewska – Kim
- Jarosław Boberek –
  - Mickey,
  - Komentator sportowy (odc. 11)
- Krzysztof Szczerbiński – Ed
- Przemysław Stippa – Ted
- Patrycja Szczepanowska – Audrey
- Przemysław Glapiński –
  - Lee (odc. 3, 22),
  - Todd (odc. 13)
- Katarzyna Taracińska – Judy (odc. 5)
- Maria Winiarska –
  - Pani Mitchell (odc. 5, 20),
  - Koleżanka Audrey (odc. 28)
- Zbigniew Kozłowski –
  - Kevin (odc. 6, 30),
  - Jack (odc. 10)
- Angelika Piechowicz – Jennifer (odc. 7)
- Tomasz Borkowski – Barney (odc. 7)
- Jacek Wolszczak – Leon (odc. 8)
- Izabella Bukowska – Maggie (odc. 9)
- Jacek Rozenek – Ojciec Raya (odc. 11)
- Grzegorz Małecki – Steve (odc. 12)
- Monika Pikuła – Weronika (odc. 17-18)
- Dominika Kluźniak –
  - Beth (odc. 21),
  - Parker
- Joanna Pach –
  - Sydney (odc. 23, 27),
  - Nicole (odc. 44)
- Tomasz Bednarek – As (odc. 30)
- Omar Sangare – River
- Aneta Todorczuk-Perchuć – Bridget (odc. 33-34, 39)
- Karina Kunkiewicz – Grace
- Marek Lewandowski – Ojciec Kim (odc. 38)
- Adam Krylik – Jackson (odc. 42)
- Małgorzata Olszewska – Jordan (odc. 43)
- Marysia Steciuk – Młoda Lily (odc. 45)
- Łukasz Gil
- Sebastian Machalski
- Agata Gawrońska-Bauman – Pani Allen (odc. 46)
- Łukasz Lewandowski – Tim (odc. 47)
- Ewelina Dubczyk – Blaire (odc. 48-49)

Teksty piosenek: Andrzej Brzeski

Opracowanie muzyczne:
- Piotr Gogol (odc. 7, 13, 19-21, 24, 27-29, 37, 39, 42, 47, 51)
- Eugeniusz Majchrzak (odc. 11-12, 14-15)

## Spis odcinków
| Premiera odcinka | N/o | Polski tytuł                   | Angielski tytuł                        |
| ---------------- | --- | ------------------------------ | -------------------------------------- |
|                  |     |                                |                                        |
| SERIA PIERWSZA   |     |                                |                                        |
|                  |     |                                |                                        |
| 04.10.2004       | 01  | Siła radia                     | The Power of Radio                     |
|                  |     |                                |                                        |
| 05.10.2004       | 02  | Na antenie                     | On the Air                             |
|                  |     |                                |                                        |
| 06.10.2004       | 03  | Była sobie dziewczyna          | About a Girl                           |
|                  |     |                                |                                        |
| 07.10.2004       | 04  | Radiowe wojny                  | Radio Wars                             |
|                  |     |                                |                                        |
| 08.10.2004       | 05  | Clark Kent                     | Clark Kent                             |
|                  |     |                                |                                        |
| 09.10.2004       | 06  | Pytalski                       | I Am Question Mark                     |
|                  |     |                                |                                        |
| 10.10.2004       | 07  | Róż blues                      | Political in Pink                      |
|                  |     |                                |                                        |
| 11.10.2004       | 08  | Xeroboy                        | The Imposter                           |
|                  |     |                                |                                        |
| 12.10.2004       | 09  | Zbrodnia i kara                | Detention Redemption                   |
|                  |     |                                |                                        |
| 13.10.2004       | 10  | Do zakochania jeden szok       | Crush Me                               |
|                  |     |                                |                                        |
| 14.10.2004       | 11  | Mój kumpel Lopez               | My Pal Pronto                          |
|                  |     |                                |                                        |
| 15.10.2004       | 12  | Zew Couguara                   | Call of the Cougar                     |
|                  |     |                                |                                        |
| 16.10.2004       | 13  | Sportowe Ray-dio               | Sports Ray-dio                         |
|                  |     |                                |                                        |
| SERIA DRUGA      |     |                                |                                        |
|                  |     |                                |                                        |
| 17.10.2004       | 14  | Aukcja                         | Count on Me                            |
|                  |     |                                |                                        |
| 18.10.2004       | 15  | Między nami dziewczynami       | Girl Talk Radio                        |
|                  |     |                                |                                        |
| 19.10.2004       | 16  | Zapisane w gwiazdach           | Written in the stars                   |
|                  |     |                                |                                        |
| 20.10.2004       | 17  | Jak z Pigmaliona               | How to Lose a Girl, Part 1             |
|                  |     |                                |                                        |
| 21.10.2004       | 18  | Jak pozbyć się dziewczyny      | How to Lose a Girl Part 2              |
|                  |     |                                |                                        |
| 22.10.2004       | 19  | Dzieci szczęścia, planeta snów | This Just In                           |
|                  |     |                                |                                        |
| 23.10.2004       | 20  | Zakochany dyrektor             | Gossip                                 |
|                  |     |                                |                                        |
| 24.10.2004       | 21  | Zen i Desica                   | Zen and the Art of Bicycle Maintenance |
|                  |     |                                |                                        |
| 25.10.2004       | 22  | Bokser                         | The Boxer                              |
|                  |     |                                |                                        |
| 26.10.2004       | 23  | Zły                            | The Bad Boy                            |
|                  |     |                                |                                        |
| 27.10.2004       | 24  | Więcej niż singel              | More Than a Single                     |
|                  |     |                                |                                        |
| 28.10.2004       | 25  | Straszna prawda                | The Awful Truth                        |
|                  |     |                                |                                        |
| 29.10.2004       | 26  | Wszystko albo nic              | All or Nothing                         |
|                  |     |                                |                                        |
| SERIA TRZECIA    |     |                                |                                        |
|                  |     |                                |                                        |
| 12.04.2005       | 27  | Sztuka wyboru                  | You Choose, You Lose                   |
|                  |     |                                |                                        |
| 13.04.2005       | 28  | Trzy rodzaje kumpelstwa        | A Class, A Semester, A Lifetime        |
|                  |     |                                |                                        |
| 14.04.2005       | 29  | Krok do przodu, dwa do tyłu    | One Steps Forward, Two Step Back       |
|                  |     |                                |                                        |
| 15.04.2005       | 30  | Kto tu rządzi                  | These Bossy Boots are Made for Walking |
|                  |     |                                |                                        |
| 16.04.2005       | 31  | Sny i podchody                 | Scheming and Dreaming                  |
|                  |     |                                |                                        |
| 17.04.2005       | 32  | Kłamstwo za kłamstwo           | Lie vs. Lie                            |
|                  |     |                                |                                        |
| 18.04.2005       | 33  | Bridget i stare piosenki       | Bridget Over Troubled Water            |
|                  |     |                                |                                        |
| 19.04.2005       | 34  | Trzymam z Kupidynem            | I’m With Cupid                         |
|                  |     |                                |                                        |
| 20.04.2005       | 35  | Masz wiadomość                 | You’ve Got E-Mail                      |
|                  |     |                                |                                        |
| 21.04.2005       | 36  | River mąci, Roscoe rządzi      | River Deep, Roscoe High                |
|                  |     |                                |                                        |
| 22.04.2005       | 37  | Lily i Grace                   | Lil’ and Grace                         |
|                  |     |                                |                                        |
| 23.04.2005       | 38  | Najdroższy tatuś               | Daddy Dearest                          |
|                  |     |                                |                                        |
| 24.04.2005       | 39  | Bisów nie będzie               | There Will Be No Encore Tonight        |
|                  |     |                                |                                        |
| SERIA CZWARTA    |     |                                |                                        |
|                  |     |                                |                                        |
| 25.04.2005       | 40  | Rozterki serca                 | Unbreak My Heart                       |
|                  |     |                                |                                        |
| 26.04.2005       | 41  | Pamiętaj o Roscoe              | We’ll Always Have Roscoe               |
|                  |     |                                |                                        |
| 27.04.2005       | 42  | Wpływy muzyczne                | Musical Influences                     |
|                  |     |                                |                                        |
| 28.04.2005       | 43  | Zemsta                         | Rah, Rah Revenge                       |
|                  |     |                                |                                        |
| 29.04.2005       | 44  | Dwa marzenia                   | On a Wingman and a Prayer              |
|                  |     |                                |                                        |
| 30.04.2005       | 45  | Czuwanie                       | The All-Nighter                        |
|                  |     |                                |                                        |
| 01.05.2005       | 46  | Jedynka dla artystki           | In the Key of F                        |
|                  |     |                                |                                        |
| 02.05.2005       | 47  | Powstań i walcz!               | Stand Up and Deliver                   |
|                  |     |                                |                                        |
| 03.05.2005       | 48  | W uroczy sposób                | In Charm’s Way                         |
|                  |     |                                |                                        |
| 04.05.2005       | 49  | Prawda czy sensacja            | Truth or Conquests                     |
|                  |     |                                |                                        |
| 05.05.2005       | 50  | Początki sławy                 | The Trews About Rock & Roll            |
|                  |     |                                |                                        |
| 06.05.2005       | 51  | Dookoła prawdy                 | Dance Around the Truth                 |
|                  |     |                                |                                        |
| 07.05.2005       | 52  | Ostatni taniec                 | The Last Dance                         |
|                  |     |                                |                                        |